# Тупик (Свердловская область)
Тупик — посёлок в Верхнесалдинском городском округе Свердловской области. Управляется сельской администрацией деревни Северная.

## География
Населённый пункт расположен на левом берегу реки Северка в 8 километрах на запад от административного центра округа — города Верхняя Салда.

### Часовой пояс
Тупик, как и вся Свердловская область, находится в часовой зоне МСК+2. Смещение применяемого времени относительно UTC составляет +5:00.

## Население
| 2002 | 2010 |
| ---- | ---- |
| 0    | ↗2   |